# Nachts unter der steinernen Brücke (Oper)
Nachts unter der steinernen Brücke ist das vierte Bühnenwerk des österreichischen Komponisten René Clemencic aus dem Jahr 2009 in Zusammenarbeit mit Kristine Tornquist (Libretto) und dem sirene Operntheater Wien. Die Geschichte ist der Rahmenerzählung des gleichnamigen Romans Nachts unter der steinernen Brücke von Leo Perutz entnommen. Sie umfasst im Buch zwei von insgesamt vierzehn Kapiteln, die jedes für sich eine selbständige Geschichte erzählen. Die beiden Kapitel tragen die Überschriften Nachts unter der steinernen Brücke und Der Engel Asael.

## Handlung
Rabbi Löw rettet bei einem Besuch des Kaisers Rudolf II. in der Judenstadt von Prag diesem das Leben, indem er einen Stein, der von einem Attentäter auf den Kaiser gestürzt wird, in ein Paar Tauben verwandelt.
Damit hat er allerdings in das Gleichgewicht der Welt eingegriffen und die göttliche Ordnung gestört. Die Folgen wiegen schwer.
Rudolf sieht an diesem Tag die schöne Esther und verliebt sich. Nach vergeblicher Suche nach dem Mädchen erpresst Rudolf den Rabbi Löw: wenn ihm dieses schöne Mädchen nicht auf die Burg gebracht würde, werde er die ganze jüdische Gemeinde verfolgen und vertreiben.
Rabbi Löw weigert sich, Esther auszuliefern, denn sie ist die Ehefrau des Kaufmanns Mordechai Meisl. Aber um Rudolf zu beschwichtigen, pflanzt der Rabbi einen Rosenstock und einen Rosmarinstrauch unter die steinerne Brücke, in denen sich die Seelen von Esther und Rudolf Nacht für Nacht vereinen sollen.
Damit bringt er aber die Sünde in die Judenstadt, die mit einer Seuche bestraft wird, an der die Kinder sterben.
Als Rabbi Löw das durch die Geister der verstorbenen Kinder erfährt, reißt er schweren Herzens den Rosmarinstrauch aus und wirft ihn in die Moldau. In dieser Nacht endet die Seuche, stirbt die schöne Esther und der Kaiser erwacht mit einem Schrei.
Der Engel Asael besucht den Rabbi, spricht mit ihm über die Macht der Worte und die Spuren in der Welt, die sie hinterlassen, und wirft ihm den Eingriff in die göttliche Balance vor.
Auf die Frage des Engels, warum sich die Menschen mit der Liebe beschwerten, die nur Unglück in die Welt brächte, erinnert Rabbi Löw den Engel an den Beginn der Zeit, als Engel und Menschentöchter einander liebten.
Der Engel weint.

## Gestaltung

### Szenenfolge
- Ouvertüre. Der Rabbi Löw
- Der Engel Asael besucht Rabbi Löw
- Das Attentat und die wundersame Rettung
- Das Gleichgewicht der Welt
- Rudolf II. und die schöne Esther
- Der Kaiser Rudolf (Was ist mit mir geschehen)
- Die Erpressung
- Die zweifache Schuld
- Die Rose und der Rosmarin
- Gottes Zorn und das Kindersterben
- Der Rabbi und das tote Kind
- Esthers Tod
- Die dreifache Schuld (Wie traurig ist die Schönheit)
- Die schöne Naema (Der Engel weint)

### Besetzung
- Doppelhorn
- Trompete
- Posaune
- Tuba
- Schlagzeug
- Violine
- Bratsche
- Violoncello
- Kontrabass

## Werkgeschichte
Der Uraufführung fand am 22. Mai 2009 in der Ankerbrotfabrik Wien statt. Es folgte eine Aufführung am 23. Mai. Die beiden Aufführungen waren der erste Teil des über neun Wochen angelegten Opernuraufführungsprojektes Nachts des sirene Operntheaters, bei dem neun Erzählungen aus Perutz’ Roman Nachts unter der steinernen Brücke ausgewählt, als jeweils eigenständige Kammeroper ausgearbeitet und in einem zusammenhängenden Zyklus wöchentlich zur Uraufführung gebracht wurden. Die Partitur ist im Ariadne Musikverlag erschienen.
Die musikalische Leitung übernahm François-Pierre Descamps, Regie führte Kristine Tornquist. Es spielte das österreichische Ensemble PHACE (damals ensemble_online).
Sänger und Sängerinnen
- Dimitrij Solowjow (Rabbi Löw)
- Rupert Bergmann (Kaiser Rudolf II.)
- Johann Leutgeb (Mordechai Meisl)
- Petr Strnad (Philipp Lang)
- Armin Gramer (Der Engel Asael)
- Romana Amerling (Esther / Blümchen)

Leading Team
- Kristine Tornquist (Regie)
- François-Pierre Descamps (musikalische Leitung)
- Jakob Scheid (Bühne)
- Markus Kuscher (Kostüm)
- Edgar Aichinger (Licht)
- Rainer Vierlinger (Coregie)
- Andreas Salzbrunn (Chorleitung)
- Sabine Maringer, Karlo Svetlicic (Bühnenmaschinisten)
- Jury Everhartz (Produktionsleitung)

Musikerinnen
- Marcus Schmidinger (Horn)
- Alfred Gaal (Trompete)
- Bernhard Rainer (Posaune)
- Hannes Haider (Tuba)
- Annelie Gahl(Violine)
- Andrew Jezek (Viola)
- Maria Frodl (Violoncello)
- Tibor Kövesdi (Kontrabass)
- Berndt Thurner (Schlagwerk)

Den Ehrenschutz der Uraufführung übernahm die damalige Ministerin für Unterricht, Kunst und Kultur der Republik Österreich Claudia Schmied.